# Campeonato Sudamericano 1956
El Campeonato Sudamericano de Selecciones Extraordinario 1956 fue la 24.ª edición del Campeonato Sudamericano de Selecciones, competición que posteriormente sería denominada como Copa América y que es el principal torneo internacional de fútbol por selecciones nacionales en América del Sur. Se desarrolló en Montevideo, Uruguay, entre el 21 de enero y el 15 de febrero de 1956.
Uruguay organizó este torneo de carácter Extraordinario apenas un año después del torneo de Chile. Los locales obtuvieron el título. Este logró cortó una racha de 14 años sin que la Selección de Uruguay ganara la Copa América, ya que su último campeonato continental había sido en la Copa América de 1942, también realizada en suelo uruguayo.
Óscar Míguez de Uruguay fue nombrado el mejor jugador del campeonato y Enrique Hormazábal de Chile fue el máximo artillero con 4 conquistas.

## Organización

### Sede
| Montevideo         |
| ------------------ |
| Estadio Centenario |
| Capacidad: 65 235  |
|                    |

### Árbitros
- Juan Regis Brozzi.
- Washington Rodríguez.
- Cayetano de Nicola.
- Sergio Bustamante.
- João Baptista Laurito.

## Equipos participantes
| Argentina | Chile    | Perú    |
| Brasil    | Paraguay | Uruguay |

## Resultados

### Posiciones
| Selección | Pts. | PJ | PG | PE | PP | GF | GC | Dif. |
| --------- | ---- | -- | -- | -- | -- | -- | -- | ---- |
| Uruguay   | 9    | 5  | 4  | 1  | 0  | 9  | 3  | +6   |
| Chile     | 6    | 5  | 3  | 0  | 2  | 11 | 8  | +3   |
| Argentina | 6    | 5  | 3  | 0  | 2  | 5  | 3  | +2   |
| Brasil    | 6    | 5  | 2  | 2  | 1  | 4  | 5  | –1   |
| Paraguay  | 2    | 5  | 0  | 2  | 3  | 3  | 8  | –5   |
| Perú      | 1    | 5  | 0  | 1  | 4  | 6  | 11 | –5   |

### Partidos
| 21 de enero de 1956 | Uruguay                                    | 4:2 (3:0) | Paraguay              | Estadio Centenario, Montevideo                                            |                                                                           |
|                     | Míguez 12' · Escalada 25', 32' · Roque 65' |           | 81' Rolón · 89' Gómez | Asistencia: 55 000 espectadores Árbitro(s): Juan Regis Brozzi (Argentina) | Asistencia: 55 000 espectadores Árbitro(s): Juan Regis Brozzi (Argentina) |

| 22 de enero de 1956 | Argentina              | 2:1 (1:0) | Perú      | Estadio Centenario, Montevideo                                             |                                                                            |
|                     | Sívori 43' · Vairo 51' |           | 56' Drago | Asistencia: 16 000 espectadores Árbitro(s): Washington Rodríguez (Uruguay) | Asistencia: 16 000 espectadores Árbitro(s): Washington Rodríguez (Uruguay) |

| 24 de enero de 1956                     | Chile                                           | 4:1 (1:1) | Brasil       | Estadio Centenario, Montevideo                                            |                                                                           |
|                                         | Hormazábal 8', 83' · Meléndez 65' · Sánchez 71' |           | 38' Maurinho | Asistencia: 18 000 espectadores Árbitro(s): Juan Regis Brozzi (Argentina) | Asistencia: 18 000 espectadores Árbitro(s): Juan Regis Brozzi (Argentina) |
| Primera victoria de Chile sobre Brasil. |                                                 |           |              |                                                                           |                                                                           |

| 28 de enero de 1956 | Uruguay                   | 2:0 (1:0) | Perú | Estadio Centenario, Montevideo                                            |                                                                           |
|                     | Escalada 42' · Míguez 73' |           |      | Asistencia: 70 000 espectadores Árbitro(s): Cayetano de Nicola (Paraguay) | Asistencia: 70 000 espectadores Árbitro(s): Cayetano de Nicola (Paraguay) |

| 29 de enero de 1956 | Brasil | 0:0 | Paraguay | Estadio Centenario, Montevideo                                        |  |
|                     |        |     |          | Asistencia: 45 000 espectadores Árbitro(s): Sergio Bustamante (Chile) |  |

| 29 de enero de 1956 | Argentina       | 2:0 (1:0) | Chile | Estadio Centenario, Montevideo                                             |                                                                            |
|                     | Labruna 9', 79' |           |       | Asistencia: 45 000 espectadores Árbitro(s): João Baptista Laurito (Brasil) | Asistencia: 45 000 espectadores Árbitro(s): João Baptista Laurito (Brasil) |

| 1 de febrero de 1956 | Brasil                   | 2:1 (1:1) | Perú      | Estadio Centenario, Montevideo                                             |                                                                            |
|                      | Álvaro 10' · Zezinho 80' |           | 42' Drago | Asistencia: 20 000 espectadores Árbitro(s): Washington Rodríguez (Uruguay) | Asistencia: 20 000 espectadores Árbitro(s): Washington Rodríguez (Uruguay) |

| 1 de febrero de 1956 | Argentina     | 1:0 (0:0) | Paraguay | Estadio Centenario, Montevideo                                             |                                                                            |
|                      | Cecconato 54' |           |          | Asistencia: 20 000 espectadores Árbitro(s): João Baptista Laurito (Brasil) | Asistencia: 20 000 espectadores Árbitro(s): João Baptista Laurito (Brasil) |

| 5 de febrero de 1956 | Paraguay  | 1:1 (0:0) | Perú        | Estadio Centenario, Montevideo                                            |                                                                           |
|                      | Rolón 76' |           | 61' Andrade | Asistencia: 25 000 espectadores Árbitro(s): Juan Regis Brozzi (Argentina) | Asistencia: 25 000 espectadores Árbitro(s): Juan Regis Brozzi (Argentina) |

| 5 de febrero de 1956 | Brasil       | 1:0 (0:0) | Argentina | Estadio Centenario, Montevideo                                             |                                                                            |
|                      | Luisinho 88' |           |           | Asistencia: 25 000 espectadores Árbitro(s): Washington Rodríguez (Uruguay) | Asistencia: 25 000 espectadores Árbitro(s): Washington Rodríguez (Uruguay) |

| 6 de febrero de 1956 | Uruguay                 | 2:1 (1:0) | Chile             | Estadio Centenario, Montevideo                                            |                                                                           |
|                      | Míguez 12' · Borges 58' |           | 59' Ramírez Banda | Asistencia: 60 000 espectadores Árbitro(s): Juan Regis Brozzi (Argentina) | Asistencia: 60 000 espectadores Árbitro(s): Juan Regis Brozzi (Argentina) |

| 9 de febrero de 1956 | Chile                                                    | 4:3 (2:1) | Perú                                               | Estadio Centenario, Montevideo                                          |                                                                         |
|                      | Hormazábal 15' · Muñoz 34' · Fernández 70' · Sánchez 86' |           | 22' F. Castillo · 57' Mosquera · 80' Gómez Sánchez | Asistencia: 5000 espectadores Árbitro(s): Juan Regis Brozzi (Argentina) | Asistencia: 5000 espectadores Árbitro(s): Juan Regis Brozzi (Argentina) |

| 10 de febrero de 1956 | Uruguay | 0:0 | Brasil | Estadio Centenario, Montevideo                                            |  |
|                       |         |     |        | Asistencia: 80 000 espectadores Árbitro(s): Juan Regis Brozzi (Argentina) |  |

| 12 de febrero de 1956 | Chile                              | 2:0 (1:0) | Paraguay | Estadio Centenario, Montevideo                                           |                                                                          |
|                       | Hormazábal 41' · Ramírez Banda 51' |           |          | Asistencia: 4000 espectadores Árbitro(s): Washington Rodríguez (Uruguay) | Asistencia: 4000 espectadores Árbitro(s): Washington Rodríguez (Uruguay) |

| 15 de febrero de 1956 | Uruguay     | 1:0 (1:0) | Argentina | Estadio Centenario, Montevideo                                            |                                                                           |
|                       | Ambrois 23' |           |           | Asistencia: 80 000 espectadores Árbitro(s): Cayetano de Nicola (Paraguay) | Asistencia: 80 000 espectadores Árbitro(s): Cayetano de Nicola (Paraguay) |

|                            |
| Bandera de Uruguay         |
| Campeón Uruguay 9.º título |

### Goleadores
4 goles
- Enrique Hormazábal

3 goles
- Guillermo Escalada
- Óscar Míguez

2 goles
- Ángel Labruna
- Jaime Ramírez
- Leonel Sánchez
- Máximo Rolón
- Roberto Drago

1 gol
- Carlos Cecconato
- Omar Sívori
- Federico Vairo
- Álvaro
- Luizinho
- Maurinho
- Zezinho
- José Fernández
- Manuel Muñoz
- René Meléndez
- Antonio Gómez
- Isaac Andrade
- Félix Castillo
- Gómez Sánchez
- Máximo Mosquera
- Javier Ambrois
- Carlos Borges
- Walter Roque

### Mejor jugador del torneo
- Óscar Míguez.[2]